# Der Eifrige Litauer
Die polnische Freimaurerloge  Der Eifrige Litauer  (auch: Litwin Gorliwy) wurde 1780 von der Mutterloge Katharina unter dem Nordstern in Vilnius, Polen-Litauen gegründet. 
Die Loge trat dem Grand Orient du Royaume de Pologne et du Grand Duché de Lithuanie bei. Sie wurde 1812 nach dem Scheitern des Russlandfeldzugs von Napoleon aufgelöst. 1816 wurde sie nach dem Wiener Kongress neugegründet. 1821 wurde sie wie alle Freimaurerlogen vom Zaren aufgelöst. 